# BA 330
BA 330 — надувной жилой орбитальный модуль, разрабатываемый компанией Bigelow Aerospace.
Как и модуль Sundancer, рассматривается как часть Bigelow Commercial Space Station.
Запуск с использованием ракеты-носителя Atlas V запланирован на 2021 год.
2020-е - запуск отменён.

## Характеристики
- Масса: 23000 кг
- Длина: 14 м
- Диаметр: 6,7 м
- Орбитальное наклонение: 40°
- Высота орбиты: 463 км